# Досан
Доса́н (каз. Досан) — село у складі Кизилорджинської міської адміністрації Кизилординської області Казахстану. Входить до складу Косшинирауського сільського округу.
У радянські часи село називалось Казрис.
Населення — 914 осіб (2021; 357 у 2009, 193 у 1999, 287 у 1989).